# Fedorivka, Novohrad-Volînskîi
Fedorivka (în ucraineană Федорівка) este o comună în raionul Novohrad-Volînskîi, regiunea Jîtomîr, Ucraina, formată numai din satul de reședință.

## Demografie
Componența lingvistică a comunei Fedorivka
     Ucraineană (98,85%)
     Rusă (1,15%)
Conform recensământului din 2001, majoritatea populației comunei Fedorivka era vorbitoare de ucraineană (98,85%), existând în minoritate și vorbitori de rusă (1,15%).